# Список персонажів «Експансії»
В даній статті наводиться перелік персонажів космічної саги «Експансія». Життєписи дієвих осіб в серії романів і телесеріалі відрізняються. В дужках вказано виконавців ролей у серіалі.

## Персонажі

### А
1. Ааман — учасник рейду, здійсненого для отримання резонансного покриття високої щільності (марсіанської стелс-технології), необхідної для запланованого Марко бомбардування Землі. Ааман очолює частину групи, відповідальну за підготовку евакуаційних риштувань. Ааман допомагає викрасти Наомі Нагату разом із Сіном і Філіпом після того, як вона організувала для них корабель. Загинув разом із усіма на «Пеллі», коли Наомі Нагата та Джеймс Голден змогли запустити мережеву аномалію Кільця.[1]
2. Аарон — колишній вчений-талмудист, який досліджував свій шлях до атеїзму, згодом змінивши сферу навчання на наноінформатику. Під час навчання в Тель-Авівському автономному університеті став сусідом по кімнаті з Паоло Кортасаром. Згодом допоміг Кортасару прийняти на роботу в «Protogen».[2]
3. Абена (Іллахі Раяні) і її друг Саачі приєдналися до Йоана та Філіпа Інароса на «Пеллі». Абена фліртує з Йоаном, а потім запитує, чи допомагав він у бомбардуванні Землі. Коли вони розмовляють про Філіпа, той виходить з кімнати.[3]
4. Абрагам (Кунал Яггі) перебува на борту «Арбогаста» під командуванням полковника Януса, коли кораблю було наказано відправитися на Венеру для вивчення кратера Ерос. Усі, хто був на борту, загинули.[4]
5. Арджун Авасарала (Браян Джордж і Майкл Беньєр) — був чоловіком Крісджен Авасарали та опікуном їхнього онука. Жив зі своєю дружиною Крісджен в їхньому будинку у Вестчестері та працював в Колумбійському університеті у Нью-Йорку професором історії та грецької мови.[5]
6. Крісджен Авасарала (Шогре Аґдашлу) — Генеральний секретар ООН. Як Генеральний секретар, вона є главою держави та уряду Землі і Місяця, а також головою виконавчої влади ООН. Майстерний політик, досягла одного з найвищих рангів в уряді ООН, не балотуючись на виборах. Вона маніпулює тими, хто займає найвищі крісла влади, ретельно розвиваючи стосунки з їхніми близькими, друзями та найближчим персоналом. Крісджен належить до давньої політичної аристократії, що сягає перших днів дослідження та колонізації планет. Марсіанські сепаратисти вбили її батька в період міжпланетної напруги. Її син, космічний піхотинець, загинув під час виконання службових обов'язків, захищаючи інтереси Землі від повсталих Белтерів.[6]
7. Командор Адамс (Еван Сабба) був на борту UN «One» під час бомбардування Землі.[7]
8. Офіцерка Адамс (Тара Рослінг) — співробітниця розвідки ООН; член консультативної ради генерального секретаря Крісджен Авасарали.[8]
9. Г. Акбар під час другої битви біля станції «Медіна» Джамбаттіста почав штурм, випустивши сотні контейнерів з-за межі Кільця, серед яких були сховані три загони, а Г. Акбар був членом загону Альфа. Коли вони увійшли в простір Кільця, рейкові гармати Кільцевої станції відкрили вогонь і влучили в деякі контейнери з персоналом на борту, загинув і Акбар.[9]
10. Доктор Алауї (Денні Во) — науковець, який працює в приватному секторі на Місяці. Колега вчених, які досліджують астероїди-невидимки поблизу Венери на борту UNS «Hasami».[10]
11. Лідія Аллен (Стейсі Рока) — після смерті матері стала головним піклувальником Тімоті. Коли він подорослішав, не змогла захистити його від світу, але опікувала, скільки могла. Після того, як Тіммі залишив Землю, зустріла Чарльза Джейкоба Аллена та вийшла за нього заміж. Завдяки підтримці друга дитинства Тіммі, Еріха, вони жили у малозабезпеченому районі Балтимора до її смерті від аневризми.[11]
12. Чарльз Джейкоб Аллен (Френкі Фейзон) познайомився з Лідією і одружився з нею після того, як Тіммі покинув Землю. Завдяки підтримці друга дитинства Тіммі, Еріха, вони жили у малозабезпеченому районі Балтімора до смерті Лідії. Коли Лідія померла, Чарльз втратив підтримку, яку їм надавав Еріх. Амос відвідав Еріха і змусив погодитися продовжувати забезпечувати Чарльза до його смерті.[12]
13. Ашанті (Назнін Контрактор) — дочка Крісджен Авасарали та Арджуна Авасарала-Рао. Була присутня на Землі під час бомбардування та евакуйована на Місяць.[13]

### Б
1. Байєр (Крейг Бурнатовскі) — механік, призначений на OPAS «Бегемот». Помер від передозування.[14]
2. Ребекка Байєрс (Кріста Морен) — офіцер зі зв'язків Кентерберійського відділу зв'язків, з невідомих причин виявляла помітну зневагу до Аде Нігаард. Пізніше загинула під час знищення «Кентербері».[15]
3. Емілі Беббідж (Лара Джин Хоростецкі) — лейтенант флоту Марсіанської конгресової республіки. Перебувала на військово-морській базі Астерія, де працювала помічником адмірала Еміля Советерра.[16]
4. Фермін Белтран (Тім Кемпбелл) — сержант в оперативній групі MCRN ; працював у військовому офісі логістики в Лондрес-Нова, Марс. Має 2 рівень допуску і пропрацював там 11 солей. Його обов'язки полягали в плануванні, організації та керівництві військовими операціями та наданні військовослужбовцям професійних послуг.[17]
5. Бертольд (Стівен Трейсі) є членом поліаморної сім'ї Каміни Драмер і членом екіпажу «Деволт». Після напруженої дискусії, Бертольд розвіює ілюзію про те, що є вибір — чи приймуть вони пропозицію Марко Інароса приєднатися до Вільного флоту. Безуспішно чинить опір заколоту Драммер проти фракції Марко і згодом від'їжджає на «Мутенг».[18]
6. Амос Бертон (Вес Четем) (раніше відомий як Тімоті) — корабельний механік із Землі. Працює на борту «Росінанта» і є одним із чотирьох членів екіпажу. Досвідчений механік і боєць, майстер виживання в системі взаємопожирання, має схильність до насильства. Служив механіком на борту льодовоза «Кентербері», який доставляв воду для пояса астероїдів. Він не розповідає про своє минуле, але багато знає про борделі та Балтімор. Йому комфортно і навіть весело від перспективи насильства. У Амоса імовірно було важке минуле. Ймовірно, він мав дотичність до проституції в дитинстві, що може пояснити як вплив на нього, так і його заступництво за дітей.[19]
7. Дот Біссет (Діанн Агілар) — науковий дослідник, який прибув до Лаконії в рамках першої наукової експедиції до того, як Вінстон Дуарте перемістив туди своїх лоялістів. Її чоловік, Гері Біссет, також є науковцем у команді, вони взяли з собою дітей Кару та Ксана.[20]
8. Кара Біссет (Емма Хо) — дитина Гері та Дот Біссет, які оселилися в Лаконії. Її брат загинув у ДТП. Вона принесла тіло Ксана до дивних собак. Наступного дня Ксан відродився, хоча тепер із чорними очима та сіруватою шкірою. Кара повертається з Ксаном додому, їхні батьки в жаху, змушуючи Кару та Ксана разом тікати в пустелю.[21]
9. Бізі Бітіко (Адам Боген) — швидкісний пілот з Церери. Коли Міллер відвідує будинок Бізі, він знаходить там купу людей, які спостерігають і роблять ставки на гонщика, який транслює його наближення до Юпітера. Бізі наближається до Юпітера на максимальну близькість і гине в прямому етері.[22]
10. Блек Скай; Лідер Чорного Неба OPA (Ділан Брентон) — белтер, який працював на станції «Тіхо» та є членом фракції «Black Sky». Бере участь у невдалому повстанні, щоб захопити командний центр на станції Тіхо та отримати ракети для Землі, вкрадені Джонсоном. Імовірно лідер «Чорного Неба» також був страчений.[23]
11. Блакитний Сокіл (Нік Алашотіс) — поясанин, який проживає на Еросі. Працював на стійці реєстрації готелю. Клерк потрапляє під град стрілянини й гине до того, як команду «Росінанта» рятує Джозеф Міллер.[24]
12. Невілл Бош (Россіф Сазерленд) — поясанин з Церери, який запропонував свій корабель в оренду співробітникам OPAЗ за кілька років до інциденту з «Кентербері». В списку його клієнтів була Джулі Мао. Його список арештів включає численні звинувачення від «Ceres» і «Pallas» в ухиленні від сплати мита (контрабанді) і володінні обладнанням для глушіння датчиків.[25]
13. Доріс Боум (Грейс Лінн Кунг) була ботаніком на Ганімеді. Вона працювала з Праксідеком. Підступним чином з іншими викинута у відкритий космос..[26]
14. Лейтенант Бойєр (Шон Ахмад) був членом військово-космічного флоту ООН на борту UNN «Агата Кінг». Був лояльним до адмірала Нгуєна. Коли Нгуєн вирішив атакувати відступаючі кораблі UNN, Бойєр був роззброєний Шаффером і використаний як живий щит.[27]
15. Гінекірі Браун (Рейвен Стюарт) — дочка Марами Браун. Страждала від гіпоксичного ушкодження головного мозку через проживання на станції Андерсон. Працівники взяли під контроль станцію на знак протесту проти такого поводження з їхніми дітьми — які отримали черепно-мозкові травми через брак кисню в повітрі станції. Загинула під час руйнування станції Андерсон.[28]
16. Марама Браун (Біллі Маклеллан) шукав кращих умов праці для тих, хто працював і жив на станції Андерсон. Особливо для своєї доньки, яка отримала гіпоксичну травму головного мозку після того, як переїхала жити до свого батька. Йому вдалося передати сигнал, незважаючи на перешкоди. Вся станція була знищена з орбіти під час демонстрації сили, тіло Марами летіло у відкритому космосі, стискаючи його доньку.[29]
17. Бул; Карлос Де Бака (Хозе Цуніга)[30] — колишній морський піхотинець UNMC, служив під керівництвом полковника Фреда Джонсона. Потрапив у фінансові труднощі. Тоді до нього звернувся Фред Джонсон, та запропонував роботу на борту станції «Тіхо». Виконує свою роботу професійно, незважаючи на малий ентузіазм і невелику любов до Белтерів.

### В
1. Варгас (Джуліан Річінгс) — відповідає за повітряні фільтри в бідній частині станції «Ceres». Але оскільки він підкуповує поліцейських босів у «Star Helix», охорона закриває на це очі.
2. Чандра Вей (Джесс Салгейро) — офіцер служби безпеки компанії «Royal Charter Energy», яку відправили на планету Нова Терра на кораблі «Едвард Ісраел».
3. Ліан Вокер (Стюарт Г'юз) — капітан «Іназамі» та член фракції Альянсу зовнішніх планет «Золота гілка». Був провідною фігурою та невід'ємною частиною рейду фракції Драммер на склад постачання Вільного флоту. Надав «Галт» і «Саберхаген» через свої особисті зв'язки як союзні кораблі фракції Драммер.[31]
4. Аннушка Воловодова (Елізабет Мітчелл) — преподобний доктор; громадянка Землі та давня знайома генерального секретаря ООН Естебана Сорренто-Гілліса. Допомогла Крісджен Авасаралі у розкритті змови в уряді Землі та викритті Садавіра Ерінграйта. Вважає своїм обов'язком допомагати людям. Незважаючи на релігійність, не заперечує користь сучасної науки і виявляє інтерес до незвіданого. Була частиною делегації Об'єднаної методистської ради у флотилії, направленій для дослідження Кільця на борту UNN «Томас Прінс», обраного Всесвітньою методистською радою. На борту «Томаса Прінса» вона подружилася з Тіллі Фаган, дружиною Роберта, спонсора круїзу. Вона встановлює релігійні служби на бортах космічних кораблів. За допомогою служби безпеки на борту «Томаса Прінса» та його розпізнавання обличчя змогла ідентифікувати невідому як Мелбу Алжбету Кох.[32]
5. Намоно «Ноно» Воловодова (Рейвен Дауда) народилася і виросла в Абуджі (Нігерія). У неї є старший близнюк та сім'я в Уганді. Ноно познайомилася з майбутньою дружиною Анною на релігійній конференції в Уганді. Ноно переїжджає із донькою з Європи назад на Землю на початку подій «Воріт Абадона»..[33]

### Г
1. Кензо Габріел (Еліас Туфексіс) — шпигун, якому спочатку доручили передавати дані розвідки, зібрані на станції «Тіхо», для «Davila Aerospatiale». Має очний імплантат із можливістю мережевого зв'язку. Авасарала шантажує свого боса Карлоса Давілу, щоб він позичив його, аби шпигувати за Голденом.[34]
2. Гатч (Аманда Корднер) працює в злочинному синдикаті Еріха у Балтіморі на Землі.[35]
3. Змучена дівчина (Тіна Юнг). Їх Джозеф Міллер зустрічає в коридорі біля каюти Бізі Бітіко. Він запитує її, чи знає вона Бізі, але Змучена дівчина не надає жодної корисної інформації.
4. Дмітрі Гейвлок (Джей Фернандес) працює детективом у «Star Helix Security» на Церері. Він — партнер Джо Міллера. Намагається помиритися з Белтерами, які бачать у ньому чужака. Як новачок, він великодушний і чуйний.[36]
5. Шед Гарві (Пауло Костанцо) імовірно, мав земне або місячне походження. У якийсь момент свого життя вирішив влаштуватися на роботу на борт «Кентербері» (який постачав воду жителям Поясу астероїдів), щоб втекти від торговця. На додаток до офіційних медичних обов'язків на борту корабля, також забезпечував незаконними «рекреаційними» поставками товаришів по екіпажу.[37]
6. Ненсі Гао (Лілі Гао) була Генеральним секретарем Організації Об'єднаних Націй і колишнім заступником Генерального секретаря Авасарали. Пішла у відставку, щоб балотуватися проти неї на виборах Генерального секретаря. Зрештою вона перемогла і стала Генеральним секретарем, рішуче виступаючи за колонізацію планет, доступних для мережі Кільця. Імовірно загинула під час бомбардування Землі разом із більшістю її клманди.[38]
7. Гарет (Тед Дікстра) — один із радників Генерального секретаря ООН Кріджен Авасарали у війні проти Марко Інароса та Вільного флоту.[39]
8. Гіллман (Сара Аллен) — член Марсіанської космічної піхоти та загону Боббі Дрейпер. Походила із заможної родини, яка займалася тераформуванням. Її вбили на Ганімеді.[40]
9. Джим Голден (Стівен Стрейт) — капітан «Росінанта». Народився в Монтані на Землі, приєднався до військово-космічного флоту ООН. Згодом був безчесно звільнений після семи років безперервної служби. Після знищення «Кентербері» Голден разом із Шедом Гарві, Наомі Нагатою, Амосом Бертоном і Алексом Камалом пройшли випробування, щоб розкрити справжнього винуватця, розплутуючи змови та таємниці. Його пригоди тривали на борту «Росінанта», і зрештою принесли визнання в усій системі.[41]
10. Еліза Голден (Френсіс Фішер) — одна з матерів Джеймса Голдена і одна із восьми його батьків. Хоча кожен з батьків вносив генетичний код, вона носила його в утробі. Еліза також переконала Джеймса відмовитися від марної мети, яку батьки поклали на його плечі з дитинства. Члени її шлюбу є частиною правової групи, шлюбного кооперативу.[42]
11. Франклін Де Грааф (Кеннет Волш) був послом Землі на Марсі та другом Авасарали; її батька та сім'ї.[43]
12. Розенфельд Гуолян (Кетлін Робертсон) був лідером OPA та прихильником і членом найближчого оточення Марко Інароса та Вільного флоту. Цинік і щиро вірить у незалежність Белтерів. Гине, коли Лян Вокер таранить корпус «Іназамі», отримавши смертельні поранення осколками. Її відчай перед смертю, що контрастує з байдужістю Марко, змушує Філіпа покинути Вільний флот.[44]

### Д
1. Карлос Давіла (Бруно Вердоні) — колишній офіцер розвідки ООН. Після своєї відставки з ООН він заснував «Davila Aerospatiale», компанію, яка займається збором розвідданих і інформаційним посередництвом. Його син Естебан ув'язнений у в'язниці ООН в очікуванні умовно-дострокового звільнення. Авасарала використовує звільнення Естебана Давіли як важіль впливу.[45]
2. Даррен (Пол Попович) був капітаном «Скопулі». Його товаришами по кораблю є Джулі Мао і Ван. Він сповнений компліментів до товаришів.[46]
3. Фелікс Дельгадо (Майкл Ірбі) — офіцер і адмірал ВКС ООН. Відіграв важливу роль у наданні доказів і відчайдушно потребував політичного впливу для Авасарали щодо потенційної небезпеки Марко Інароса та Вільного флоту. Дельгадо зайняв позицію на передовій, сподіваючись бути причетним до ліквідації Марко Інароса.[47]
4. Фред Джонсон (Чад Коулмен) — керівник станції «Тіхо». Керував будівництвом космічних станцій, розкручуванням астероїдів, а в останні роки — будівництвом корабля поколінь «Наву». Відставний полковник Корпусу космічної піхоти ООН, сумно відомий своєю участю у військовій операції. Після своєї опали шукав розради та покаяння, працюючи над покращенням життя Белтерів по всій системі. Є відвертим захисником Альянсу зовнішніх планет, правозахисної групи, яка прагне легітимності, але її часто звинувачують у тероризмі.[48]
5. Джослін (Дерріл Гайндс) — офіцер військово-космічного флоту Марсіанської конгресової республіки; головний інженер на борту MCRN «Гаммурапі».[49]
6. Андерсон Доус (Джаред Гарріс) ріс у неймовірній бідності. Його назвали на честь компанії, в якій працювали батьки, власника та тезки горезвісної станції «Anderson Station». Як зв'язковий з Церери Альянсу зовнішніх планет і лідер його найвідомішої фракції OPA, невпинно працює за лаштунками.[50]
7. Каміна Драммер (Кара Джі) — керівниця служби безпеки станції «Тіхо», астероїдянка, пізніше очільниця повстанців, що виступають проти Вільного флоту. Народилася та виросла на Церері, багато років працювала в доках, і зрештою познайомилася з Андерсоном Доусом. Стала надійним і високопоставленим членом його фракції OPA. Була присутня, коли Доус знайшов Фреда Джонсона в повній моральній, емоційній та фінансовій руїні. Саме вона переконала Доуса врятувати Фреда, а не вбивати його. Після того, як Фред вирвався з власними ідеалами та фракцією OPA, Драммер покинула Доуса, в якому вона розчарувалася. І пішла за Фредом на станцію «Тіхо», де стала його другим командиром.[51]
8. Ентоні Дрезден (Деніел Кеш) — керівник біологічних досліджень протомолекули з «Protogen». Очолює команду «Black Ops» на Еросі, яка вивчає труп Джулі Мао в її готельному номері. Дрезден і його команда залишають станцію, оскільки інфекція поширюється. Як тільки Дрезден розуміє, що Фред Джонсон не зацікавлений у наукових достоїнствах проєкту, він пропонує надати  список людей, які беруть участь у дослідах. Його умова щодо інформації — дозволити продовжувати роботу без обмежень. Коли Джонсон погоджується, Міллер стріляє Дрездену в голову.[52]
9. Бен Дрейпер (Стівен Аллерік) — брат Боббі Дрейпер. Шукаючи власну квартиру на Марсі, Боббі залишається з Беном та його родиною. Коли Боббі втрачає роботу на рятувальній базі Марсіанської конгресової республіки, Бен пропонує спробувати знайти для неї роботу там, де він працює, і робить усе можливе, щоб заспокоїти її.[53]
10. Девід Дрейпер (Колтон Стюарт) — племінник Боббі Дрейпер. Боббі дізнається, що Девід готував заборонений наркотик. Боббі звільняє Девіса від роботи на бандугрупування, але через це втрачає роботу на рятувальній базі ВКС Марсіанської республіки.[54]
11. Роберта «Боббі» Дрейпер (Френкі Адамс) — артилерійський сержант Марсіанського десантного корпусу; керувала своїм підрозділом на станції Ганімед після інциденту з Еросом, під час першого контакту із гібридом протомолекули та людини. Результатом стала бійня, залишилася Дрейпера єдиною, хто вижив. Пізніше вона назвала протомолекулу «зброєю». Тоді міністр оборони МКР Петро Коршунов нагородив її Пурпуровим серцем і викликав на саміт ООН-МКР у Нью-Йорку, щоб надати свідчення щодо інциденту на Ганімеді.[55]
12. Другий командир «Кентебрері»(Джонатан Бенкс) втратив здоровий глузд протягом шести місяців на борту корабля, зрештою не з'явившись на службу.[56]
13. Адмірал Вінстон Дуарте (Ділан Тейлор) — колишній високопоставлений офіцер Марсіанської конгресової республіки, який привів дезертирський флот MCRN у систему Лаконії. Допомагав Вільному флоту Марко Інароса, постачаючи їм кораблі MCRN і стелс-технології. Він допоміг Вільному флоту атакувати Сонячне кільце, знищивши флот EMC «Ring Gate».[57]
14. Дукі (Джордан Ван Дейк) — марсіанський морський піхотинець. Член загону, приписаного до MCRN «Донаджер». Висловлює гнів на Голдена за смерть капрала Моула перед тим, як втратити власне життя.[58]
15. Дюрант (Метью Рей Беннет) є командуючим MCRN «Hammurabi».[59]

### Е
1. Ендрю(Даміан Ромео) є членом ударної групи Вільного флоту, який атакує UNS «Hasami». Загинув на кораблі. Філіп Інарос стримує Сіна від втручання через його смерть.[60]
2. Соломон Епштейн (Сем Гантінгтон) розробив «Epstein Drive». Під час першого випробувального польоту сталася несправність, високоефективний двигун «Fusion Reaction Engine» прискорив його яхту до межі виживання живої істоти. Загинув, ще прискорюючись у космосі. Зберіг характеристики свого двигуна на комп'ютері дружини, який вона продала Марсу за ціле багатство. «Драйв Епштейна» призвів до зміни політичної та суспільної парадигми в Сонячній системі.[61]
3. Еріх (Джейкоб Манделл) — друг дитинства Тіммі та балтиморський кримінальний авторитет. Еріх створив для Тіммі нову особистість, давши йому ім'я Амос Бертон, і організував втечу з планети.[62]
4. Джефферсон Еррінрайт (Гейг Мунро) — студент і син заступника секретаря ООН Садавіра Еррінрайта.[63]
5. Садавір Еррінрайт (Шон Дойл) — заступник секретаря виконавчої адміністрації ООН. Колись він був другою за впливом людиною на Землі, поступаючись лише Генеральному секретарю Естебану Сорренто-Гіллісу. Однак, коли з'ясувалося, що він вступив у змову з Жулем-П'єром Мао, щоб використати Протомолекулу, був заарештований і зміщений з посади. Суперечка - щодо його подальшого арешту - також призвела до відставки генерального секретаря Естебана Сорренто-Гілліса. Генеральним секретарем стала Крісджен Авасарала.[64]
6. Капітан Еспіноза (Александра Кастільйо) — офіцер ВКС ООН. Призначено військовим зв'язківцем під час операції зі знищення п'яти платформ балістичних ракет MCRN «Stealth C». Під час операції одній платформі MCRN вдалося запустити ядерну ракету — платформа рейкової установки ООН не вмикалася, це спричинило затримку на кілька секунд.[65]
7. Клаес Ешфорд (Девід Стретейрн) виріс у Белті. Відомий своєю довгою кар'єрою одного з найкращих піратів у Белті, отримав прізвисько «Примарний ніж Каллісто». У Ешфорда народилася дочка, але вона загинула під час пожежі, в якій Ешфорд зазнав сильних опіків. Ешфорд особисто був свідком смерті своєї дочки, і це сильно вплинуло на нього та погляд щодо війни й насильство в цілому. Ешфорд знав Каміну Драммер, обидва працювали в доках на Церері.[66][67]

### Є
1. Капітан Євген (Колін Макферсон) — командир корабля ООН «Натан Гейл»., Капітан, маючи дозвіл помститися «Сірокко», вирішив цього не робити, і надсилає повідомлення після того, як визначив, що варіант обмеження був доцільним — оскільки ракети потрапили на дослідницьку станцію «Феб», а не на корабель «Натан Гейл».[68]

### Ж
1. Жінка (Ліза Балкан) живе на вулицях у нетрях біля будівлі штаб-квартири ООН. Вона перша людина поза будовою, у якої Боббі Дрейпер питає дорогу до океану після її втечі з будівлі посольства МКР.[69]

### І
1. Іафрат (Гамза Фуад — військовий поліцейський ВКС ООН. Вірний адміралу флоту Нгуєну; замінив морського піхотинця, який охороняв Котіяра Газі, коли Нгуєн запідозрив щодо адмірала Саутера.
2. Марко Інарос (Кіон Александр) — оперативник Альянсу зовнішніх планет, політичний екстреміст; надалі — командувач Вільного флоту, фракції Белтерів і самопроголошений керівник Зовнішніх планет. Був головним архітектором бомбардування Землі, ймовірно — бомбардування парламенту МКР і перевороту на станції «Тіхо», а також ініціатором конфлікту Вільного флоту. Маркос виховує Філіпа на переконанні, що його мати була слабовільною, ворогом і зрадником. Він також розповідає цю історію своїй команді, і через багато років вона вкорінюється у свідомості всіх.[70]
3. Філіп Інарос (Джесай Чейз Оуенс) — син Марко; постійно шукає схвалення та визнання від батька. Відчуває велику образу та байдужість до Наомі через те, що вона покинула його — що, безумовно, посилилося через Марко. Здатний на вбивство, і навіть намагався вбити Наомі. Проте Філіп далеко не кровожерливий і втомлюється від безглуздих вбивств. Він дедалі більше розчаровується в діях батька, оскільки конфлікт Вільного флоту загострюється. І зрештою покидає батька через його байдужість до смерті Розенфельда. Наомі, виявивши, що Філіп причетний до нападу на Землю, була глибоко засоромлена і лаяла Філіпа.[71]
4. Інженерка на «Тіхо» (Сомкеле Іямах) є членом команди Альянсу зовнішніх планет Фреда Джонсона. Після вбивства Джонсона фракцією Вільного флоту вона приєднується до екіпажу «Росінанта» під командуванням Джеймса Голдена.[72]
5. Майкл Ітурбі (Тед Віттолл) — вчений ООН та близький друг Крісджен Авасарали. Після інциденту з Еросом його та групу вчених відправили на борт наукового судна «Арбогаст» для дослідження аномальних ознак життя на Венері — які виникли в місці зіткнення з Еросом.[73]

### К
1. Карал (Олуніке Аделії) — поясанин і давній співробітник Альянсу зовнішніх планет, працює оперативником Вільного флоту під керівництвом Марко Інароса.[74]
2. Кларк (Сем Калілі) — державний чиновник ООН. Член тимчасової Ради Безпеки ООН під керівництвом в.о. Генерального секретаря Крісджен Авасарали. Раніше працював у Раді Безпеки ООН Девіда Пастера.[75]
3. Алекс Камал (Кас Анвар) — пілот-ветеран військового космічного флоту, родом з Марса. Пройшовши військову підготовку, був одним із найкращих і найточніших пілотів у Сонячній системі. Помер в польоті від інсульту.[76]
4. Кейсі (Ронн Саросяк) — головний шеф-кухар; працює в ООН. Загинув із Ненсі Гао та більшістю її персоналу.[77]
5. Кетлін (Андреа Дрепол) — дружина Соломона Епштейна. Заснувала компанію «Epstein Drive Technologies» (EDT) і продавала технологію на Землю та Марс. Це зрештою дозволило МКР отримати незалежність.[78]
6. Сандрін Кіріно (Кріста Бріджес) — контр-адмірал Марсіанської Конгресової Республіки. Під час війни з ООН вона мала звання капітана та була командиром МКР «Hammurabi».[79]
7. Колвоорд (Кріс Овенс) — вчений і член Міжнародної групи астрономічних досліджень. Почувши трансляцію Анни Воловодової, він переконує командира Куніса виключити реактори.[80]
8. Конечек (Бумер Філіпс) — в'язень, якого Амос і Кларисса зустрічають у «Ямі». У нього є тілесні імпланти подібного класу, як у Кларисси, але із простішим виконанням. Він має можливість видалити свої модифікації, але вирішив зберегти їх і залишитися в «Ямі».[81]
9. Кооп (Кріс Голден-Рід) є одним із біженців на борту «Барбапікколи», коли він проходить блокаду ООН біля воріт Кільця, та крізь ворота Ілуса. В сутичці Мертрі вбиває Коопа.[82]
10. Гектор Кортес (Пауліно Нуньєс)  - священик і телеєвангеліст із Землі, входить до складу делегації ООН на борту «Томаса Прінса», яка досліджує Кільце[83]
11. Петро Коршунов (Джефф Сеймур) — міністр оборони Марсіанської Конгресової Республіки та головний дипломатичний представник на мирних переговорах між Землею та Марсом після битви за Ганімед. Садавір Еррінрайт в приміщенні опери ввів йому індивідуальний генетичний токсин. Після смерті міністра Садавір став єдиною особою в Сонячній системі, здатною фінансувати проект Жуля-П'єра Мао.[84]
12. Косове (Самора Смоллвуд) призначений військовим аташе ООН при Генеральному секретарі Естебані Сорренто-Гіллісі. Був присутній в оперативному центрі ООН, коли Еррінрайт чинив тиск на Сорренто-Гілліса, щоб той офіційно оголосив війну Марсу.[85]
13. Котіяр (Нік Тарабей) — колишній військовослужбовець розвідувального відділу ООН. Пізніше працював позаштатним охороцем і приватним детективом. Авасарала завербувала його для своєї служби безпеки та роботи в ООН. Котіяр був давнім другом її покійного сина.[86]
14. Крейг (Філіп Акін) і Франклін ДеГраф дружать з Крісджен Авасаралою та її чоловіком. З Франкліном планували зробити Марс своїм довгостроковим домом. Через політичні інтриги після знищення «Кентербері» життя Франкліна стає хаосом, і його знаходять мертвим -  жертвою очевидного самогубства.[87]
15. Станніслав Кулп (Станні) Арі Міллен — технік-електрик, який працював у «Savage Industries» під керівництвом Рена Хазукі та член команди Мелби Алжбети Кох.[88]

### Л
1. Ларсон (Сідні Мейєр) — енсін на борту UNN «Агата Кінг». Вона служила на борту корабля під час війни ООН-МКР і кампанії на Іо.[89]
2. Лево (Джордж Чортов) — старший член команди Альянсу зовнішніх планет Фреда Джонсона на станції «Тіхо». Після вбивства Джонсона фракцією Вільного флоту приєднується до екіпажу «Росінанта» під командуванням Джеймса Голдена разом з Буллом і Монікою Стюарт.[90]
3. Лопез (Грег Брик) — ключовий офіцер розвідки на MCRN «Донаджер». Йому було доручено допитати членів екіпажу «Knight», яким вдалося уникнути знищення на «Кентербері». Використовував фокусні препарати, щоб виявити емоційні та мімічні сигнали. Був відповідальним за допомогу колишнім членам екіпажу «Кентербері» що врятуватися від знищення «Донаджера» на «Тачі».[91]
4. Лофтіс (Келлі Мак-Кормак) — прапорщик військово-космічного флоту МКР, який служить на борту MCRN «Кіттур». Із Сінополі та Рангофером вирушає з «Росінанта» на борту частково відремонтованого «Кіттура Ченнамма», щоб надіслати повідомлення від Крісджен Авасарали до корабля флоту MCRN «Юпітер».[92]
5. Чандра Лукас (Янна Макінтощ) — командир на борту МКР «Аскія». Під час інциденту в повільній зоні вона переїхала, щоб прийняти командування кораблем «Xuesen». Є одним із найвищих членів ВКФ Марсіанської конгресової республіки, який пережив інцидент у Повільній зоні.[93]

### М
1. Джейкоб Мазур (Стівен Маккарті — біженець із Ганімеду, який з'являється в 4 сезоні серіалу.[94]
2. Паоло Майєр (Симу Лю) — вояк марсіанської космічної піхоти. Призначений новим командиром Боббі Дрейпер після її відновлення та призначення в МКФ «Xuesen».
3. Макдауел (Джо Пінг) був призначений Водною компанією «Pur'n'Kleen» як командир «Кентербері». Відмовляється розслідувати сигнал лиха від «Скопулі».[95]
4. Генерал Маккорт (Антуан Бенц) був офіцером Корпусу космічної піхоти ООН, займав високу посаду. Підпорядковуввся безпосередньо Крісджен Авасаралі, як члену Ради Безпеки ООН.[96]
5. Малік (Кертіс Караваджо) — капітан розкішної яхти Жуля-П'єра Мао «Гуаньшінь». Отримує повідомлення від Жуля-П'єра Мао з чіткими вказівками ліквідувати всіх в'язнів. Боббі повертається у силовій броні, щоб вивести з ладу його та його людей.[97]
6. Манкузо (Морган Келлі) — старший офіцер на борту UNN «Агата Кінг» під час війни ООН-МКР. Брав участь у невдалій спробі заколоту проти адмірала Аугусто Нгуєна, де він був лояльним до адмірала Майкла Саутера. Пізніше був убитий під час спроби знову взяти контроль над кораблем.[98]
7. Джулі Мао (Флоренс Февр) народилася на Землі в родині мільярдера Жуля-П'єра Мао. Була талановитим пілотом і з часом стала гонщицею, пілотуючи особистий корабель «Разорбек». Була дуже мотивованою та рішучою, як засвідчив її батько в розмові із Садавіром Еррінрайтом. Джулі повстала проти сім'ї і втекла з Землі, прибувши на Цереру. Там вона приєдналася до Альянсу зовнішніх планет, де їй дали прізвисько «Лайонель Поланскі». Маючи справу із тиском з боку батька-промисловця, Джулі найняла брокера даних, аби зламати його комп'ютери. Виявила секретний проєкт у розробці, який може змінити баланс сил у Сонячній системі — його походження знаходиться на Фібі. І що таємничу речовину (протомолекула) транспортували до Ероса на борту «Анубіса». 
В книзі вона хоче знайти, принизити і зрештою вбити Джеймса Голдена за те, що він зробив з її батьком і родиною. Але не хоче вбивати його відразу — вважає, що це призведе до мученицької смерті. Вона хоче знищити його родину, репутацію та ім'я. У неї є незаконні імплантати, які надають майже другий зір під час бою та дозволяють покращити бойові навички, щоб мати змогу бити групи нападників. Здається, що для неї в такі моменти час сповільнюється, і вона може бачити та передбачати напади. Під час бойового стану її рухи несвідомі та відбуваються інстинктивно, що може призвести до смерті або сильних травм. Після цього вона залишається дезорієнтованою та збентеженою. Через втрату контролю тип імплантату, який вона має, не був прийнятий військовими і є незаконним.
8. Жуль-П'єр Мао (Франсуа Шо) — власник «Mao-Kwikowski Mercantile», а також її дочірньої компанії «Protogen». Одна з його дочок, Джулі Мао, була пов'язана з OPA. Його бізнес-інтереси пов'язані із неетичними дослідженнями та комерціалізацією протомолекули. Було доведено, що він вступив у змову та об'єднався із заступником секретаря ООН Садавіром Еррінрайтом, щоб приховати проєкт.[99]
9. Кларисса Мао (Надін Ніколь) — донька Жуля-П'єра Мао і старша сестра Джулі Мао. Розумна, пристрасна і глибоко конфліктна. Кларисса значною мірою піддавалася почуттям неповноцінності та ревнощам через те, що батько недооцінював її та віддавав перевагу сестрі. Через це Кларисса провела більшу частину свого життя, відчайдушно намагаючись бути зразковою донькою та довести свою важливість іншим.[100]
10. Мартенс (Пітер Аутербрідж) — капітан МКР, призначений на «Сірокко»; також був капеланом. Після інциденту з Ганімедом його призначили на борт «Сірокко» та спостерігав за доповіддю артилеристського сержанта Боббі Дрейпер, яка була єдиною, хто вижив у битві на поверхні.[101]
11. Есайя Мартін (Пол Шульце) — детектив, який жив на Марсі та займався контрабандою чорного ринку. Був детективом у відділенні поліції в Марінер-Веллі. Коли кільця відкрилися з іншого боку Повільної зони від Сонячних воріт, був одним із перших, хто зрозумів — з понад 1300 новими системами це буде ще одна золота лихоманка. І «мрії про великий Марс» зникли. Залучив у свою команду кількох людей, таких як Лілі, а пізніше Боббі Дрейпер, і почав працювати на чорному ринку.[102]
12. Матео (Алекс Карзіс) — власник «Сінлун» і дядько Діого Харарі. Розвідує руду на астероїді, коли прибуває та оглядає патруль марсіанського флоту. Корабель Матео був поцілений торпедою та знищений.[103]
13. Медичний технік (Ніколь Стемп) — дослідниця, яка працює в «Protogen». Коли «Росінант» зайшов на станцію «Просперо», щоб знайти Мей Мен, вона допомогла Стрікленду перемістити дітей, що залишилися, до човника. Стрікленд застрелив її, щоб зробити свою історію переконливою, ніби вона збиралася вбити всіх дітей, а він їх врятував.[104]
14. Мейсон (Крістіан Потенца) — охоронець, якого відправили на планету Ілус на кораблі «Едвард Ізраель».[105]
15. Мей Менг (Лія Медісон Юнг) — дочка Праксідеке Менга. Вона страждає від рідкісного генетичного розладу, через що Лоуренс Стрікленд зацікавився нею під час його експериментів з вивчення та контролю протомолекули. Була врятована командою «Росінанта» та її батьком під час кампанії на Іо та до того, як на ній почали експериментувати. Після тих подій вона та її батько повернулися жити на Ганімеді.[106]
16. Праксідіке Менг (Террі Чен) — спеціаліст з ботаніки соєвих культур, працював на станції «Ганімед», де проживав зі своєю дочкою Мей. Був серед постраждалих від падіння корабельних уламків на купол ботанічного саду під час битви при Ганімеді. Його дочка була викрадена поплічником Жуля-П'єра Мао як одна з дітей, необхідних для проведення експериментів з протомолекулою. Відчайдушно шукав дочку, але марно — був відправлений до Поясу астероїдів, де зустрівся з командою Джеймса Голдена. Знання Менга про протомолекулу і зв'язок із вченими станції «Ганімед» дали йому шанс відшукати дочку. Менг на якийсь час став членом екіпажу корабля «Росінанта». Зрештою він та його друзі в останній момент знайшли Мей неушкодженою у секретних лабораторіях Ганімеда, ставши свідками аморальних експериментів Жуля-П'єра Мао. Після цих подій Менг та Мей повернулися на відновлену станцію «Ганімед».[107]
17. Адольфус Мертрі (Берн Ґорман) — начальник служби безпеки «Royal Charter Energy» (RCE) на судні «Едвард Ісраел». Родом із Землі; довгий час працював офіцером безпеки в «Royal Charter Energy», зрештою досягши посади керівника. Зробив кар'єру, проливаючи кров для корпорацій, щоб збільшити їхні прибутки. Що, у свою чергу, збільшує його власні виплати.[108][109]
18. Джозеф Міллер (Томас Джейн) — загартований, втомлений світом детектив з Церери, який працював на «Star Helix Security». Він закохався в оперативника OPA Джулі Мао після того, як йому доручили справу про її зникнення. Він відіграє важливу роль у порятунку Землі від Протомолекули після того, як вона захопить контроль над Еросом.
19. Мічіо (Ванесса Сміт) — рятувальник другого класу, технік швидкої медичної допомоги та член поліаморної родини Каміни Драммер.[110]
20. Мортіс (Арнольд Піннок) перебував в медичному блоці в'язниці для модифікованих ув'язнених. Один із трьох тюремних охоронців, з якими Амос і Кларисса стикаються після того, як метеорит впав і зруйнував будівлю пенітенціарної установи над ними. Коли група досягла верхньої частини ліфтової шахти, Конечек задушив його.[111]
21. Октавія Мусс (Атена Карканіс) — детектив у «Star Helix Security». Колишня партнерка Міллера.[112]

### Н
1. Рон Назукі (Джон Капелос) — старший інженер-технік, який працював у «Savage Industries» — компанії з технічного обслуговування та ремонту, з якою ВКС ООН пізніше уклали контракт на виконання ремонтних робіт на флоті, що прямував до Сонячного Кільця.[113]
2. Наомі Нагата (Домінік Тіппер) — поясанка, яка виросла на розвідувальному кораблі у Поясі та зовнішніх планетах. Надзвичайно талановитий інженер і використовує свій досвід, щоб розвивати способи зберегти команду живою. Скромно говорить про своє минуле, навіть щодо найближчих друзів. Ненавидить насильство, але була свідком достатньої кількості несправедливості, щоб зрозуміти необхідність цього. Її складні стосунки з насильством і непроста історія призвели до неймовірної дружби з механіком «Кентербері» Амосом Бертоном.[114]
3. Августо Нгуєн (Байрон Манн) — адмірал флоту ВКС ООН і один із найвищих посадових осіб. Отримавши командування флотом після відставки адмірала Майкла Саутера, Нгуєн обіймав цю посаду під час війни ООН-МКР, де зазнав смерть на борту UNN «Агата Кінг».[115]
4. Аде Нігорд (Крістен Гаґер) — штурман льодовоза «Кентербері». Певний час була коханкою Джеймса Голдена.[116][117]
5. Нікіл (Едріен Гріффітс) — член Альянсу зовнішніх планет. Лідер фракції «Black Sky» Нікіл фігурує в досьє, надісланому Садавіру Еррінрайту. Публічно Крісджен Авасарала звинувачує його в невдалому вбивстві. Приватно вона розповідає Котіяру, що вірить — за змовою стоять Еррінрайт і його змовники.[118]

### О
1. Елві Окойє (Лінді Грінвуд) — екзобіолог, який працює в Королівській хартії енергетики, якого відправляють на Ілус-IV для вивчення тубільного середовища та дикої природи.[119]
2. Оксана (Сандрін Голт) — член поліаморної родини Каміни Драммер і член екіпажу «Деволт». З Мічіо, Сержем, Бертольдом і Хосепом вони стали близькою сім'єю та новою фракцією OPA, яка діяла через Белтерів зі своїх кораблів «Мутенг» і "Деволт".[120]
3. Офіцер по озброєнню (Татьяна Джонс) — офіцер ВКС Марсіанської Конгресової Республіки. Призначена на борт MCRN «Донаджер». Вона та капітан Яо розпочали послідовність самознищення, щоб запобігти захопленню корабля. Загинула разом з рештою екіпажу під час вибуху.
4. Ріко Оші (Сабрін Рок) — член марсіанської комічної піхоти. Перейшов на «Бегемот» разом із Голденом і екіпажем «Сюесен». Була вбита під час бійки на борту «Бегемота».[121]

### П
1. Мічіо Па (Ванесса Сміт) — рятувальник, технік швидкої медичної допомоги та член поліаморної родини Каміни Драммер. Про її минуле відомо мало. Народилася та виросла серед белтерів.[122]
2. Девід Пастер (Сугіт Варугезе) — виконувач обов'язків Генерального секретаря ООН, поки його кабінет не проголосував за відставку та повернув Авасаралу на ту саму посаду, на яку вона піднялася раніше після кризи влади.[123]
3. Кемерон Педж(Роні Роу) працює розвантажувачем льоду. Одна брила відриває Педжу руку. Загинув під час руйнування «Кентербері».[124]
4. Пеньяно (Рейчел Кроуфорд) — адмірал Військово-космічного флоту Марсіанської Конгресової Республіки. Представник на мирних переговорах ООН — МКР після битви за Ганімед. Була категорично за припинення конфлікту.[125]
5. Повія-вбивця (Лариса Стаднійчук) — член групи Чорних операцій ООН. Еррінрайт направив її групу до готелю «Блакитний Сокіл» на Еросі. Коли Голден і решта команди з'явилися там, щоб знайти Лайонела Поланскі, то натрапили на групу. Група була вбита під час перестрілки у холі готелю.[126]
6. Похмурий белтер (Тім Пост) — співробітник BELTRANS AG і член екіпажу «Джеффнрсон Мейс».[127]

### Р
1. Рома (Стівен Яффі) — гакер, що живе на Ганімеді; безпринципний опортуніст. Після колапсу орбітального дзеркала над станцією, він використовував тих, хто вижив, приймаючи послуги за свої навички електронного проникнення, які він використовував, щоб знайти зниклих безвісти членів родини.[128]
2. Рона (Наталі Браун) — тюремний охоронець ООН у Ямі, призначена до Медичного блоку для модифікованих ув'язнених. Бере на себе відповідальність за їх безпеку, але шкодує про втрату своїх від рук ув'язненого Конечека. Зрештою вона залишає Амоса та Клариссу, та рушає шукати її дитину.

### С
1. Хеккі Сабонг (Джо Делфін) — белтер, якого Авасарала катує, коли виявляється, що він володіє речовиною для стелс-технологій. Авасарала наказує переміститив'язня на Місяць. У знак непокори під час транспортування вчиняє самогубство, відмовившись від ін'єкції високого прискорення.[129]
2. Сакай (Багія Ватсон) — головний інженер на станції «Тіхо» та член OPA. Насправді вона таємно працює від імені Марко Інароса та Вільного флоту, будучи головним учасником успіху перевороту на станції "Тіхо" та причетна до смерті Фреда Джонсона.[130]
3. Ніко Санджарі (Джоанна Ваннікола) — аналітик даних і деякий час головний адміністратор станції «Ceres» під керівництвом Марко Інароса, який бере участь у плануванні операцій Вільного флоту з метою взяти під контроль пояс астероїдів. Після закінчення конфлікту вільного флоту був представником Поясу разом із Каміною Драммер у переговорах, які привели до створення Транспортного союзу.
4. Саттон (Г'ю Діллон) — офіцер військово-космічного флоту Марсіанської конгресової республіки та командувач військ MMC на борту «Сірокко». За кілька тижнів до інциденту на Ганімеді він був командиром Боббі Дрейпер. Під час інциденту на Ганімеді був убитий осколками, коли «Scirocco» вступив у бій із силами ООН на орбіті.
5. Майкл Саутер (Мартін Роуч) — адмірал Військово-космічних сил ООН. Спочатку служив адміралом флоту, потім пішов у відставку та отримав командування флотом Юпітера і UNN «Агата Кінг» як віце-адмірал.[131]
6. Сематімба (Кевін Ганчард) — інспектор доків, який працював на Еросі та був давнім другом Міллера. Амос застрелив Сематімбу за те, що він погрожував Наомі зброєю.[132]
7. Сідігі (Конрад Коутс) — адмірал флоту Військово-космічних сил ООН і один із найвищих посадових осіб у збройних силах. Під час конфлікту він, імовірно, був командувачем UNN «Зенобія», який перевозив Генерального секретаря ООН Крісджен Авасаралу.[133]
8. Сін (Брент Секстон) провів значну частину своєї молодості на Палладі з Наомі, Марко та Каралом. Вони створили сім'ю і разом пережили важке життя в Белті. Вони були реакційними і повстали проти контролю Внутрішніх Планет. Їхній час разом закінчився, коли Марко обдурив Наомі, і використав код, щоб знищити цивільне судно ООН «Августин Гамарра», убивши при цьому сотні людей. Сін, боячись втратити родину, допомагав Марко місяцями ховати малюка Філіпа від матері, Наомі ледь не покінчила життя самогубством. Сін був свідком її спроби самогубства. Після відходу Наомі Сін допоміг Марко та Каралу виховати Філіпа та став одним із засновників руху Марко. Він допоміг Марко прийти до влади та сформувати Вільний флот, брав участь у його зусиллях щодо забезпечення успіху бомбардування Землі.[134]
9. Сінополі (Аттікус Мітчелл) — енсін військово-космічного флоту Марсіанської конгресової республіки, служив на борту MCRN «Кіттур Ченнама».
10. Натан Сміт(Клайд Вітам) — колишній прем'єр-міністр Марсіанської конгресової республіки. Марко Інарос надіслав кораблі для вбивства Натана Сміта. Алекс Камал і Боббі Дрейпер нелегально переправили його з корабля MCRN за допомогою «Разорбека» на Місяць, щоб він зустрівся з Крісджен Авасаралою.[135]
11. Еміль Советерр (Тім Дікей) був старшим адміралом Військово-космічного флоту Марсіанської Конгресової Республіки. Читав лекції на військово-морській базі Астерія. Під час битви за Браму Баркіт був на борту корабля MCRN, командуючи флотом вигнанців, допомагаючи Вільному флоту захопити Сонячне кільце. Був убитий невідомою аномалією на кораблі «Баркіт», що проходив через ворота системи Лаконія.
12. Естебан Сорренто-Гіллі (Джонатан Вітакер) — колишній революціонер і близький знайомий доктора Анни Воловодової. Здобув популярність завдяки своїй риториці та імені борця за права людини. Його зрештою обрали на найвищу державну посаду Землі. Після скандалу, пов'язаного з Протомолекулою, який призвів до війни між Землею та Марсіанською конгресовою республікою, пішов у відставку після арешту Еррінрайта, і його змінила заступник — Крісджен Авасарала.с[136]
13. Лоуренс Стрікленд (Тед Атертон) — педіатр з Ганімеду. Має наукові ступені в галузі генетики, біології, наноінформатики. Стрікленд був лікарем Мей Мен, яка страждає на рідкісний імунодефіцит.[137]
14. Моніка Стюарт (Анна Гопкінс) — журналістка і режисерка, якій доручили зняти та створити документальний фільм про життя екіпажу «Росінанта» під час їхньої подорожі до Кільця. Про особисте життя відомо небагато — крім того, що вона має ступінь у галузі психології, але вирішила зайнятися журналістикою.
15. Сантічай Супутаяпорн (Пітер Вільямс) і його дружина — пара, яка використовує свій корабель «Ридаючий сомнамбула», щоб доставити на Ганімед допомогу тим, хто вижив. Вони зазвичай доставляють їжу зі станції Ганімед на Цереру. Коли там сталася катастрофа та втрата 3 із 5 куполів, вони класифікували «Сомнамбулу» як вантажне судно з надання допомоги. Був убитий під час перехресного, ймовірно, «дружнього» вогню.[138]
16. Мелісса Супутаяпорн (Валері Бухагіар) та її чоловік Сантічай є членами Церкви гуманітарного підйому, світської гуманістичної організації. Вона та чоловік відповідала за роботу з надання допомоги на Ганімед.[139]

### Т
1. Томас (Майкл Ксав'єр) — ветеран марсіанського флоту, який колись мав стосунки з Боббі Дрейпер.[140]
2. Торсен (Кле Беннетт) — офіцер розвідки МКР «Сірокко». Командир Торсен нагороджує Дрейпер медаллю, а потім повідомляє, що вона вирушить на Землю як єдина, хто вижив. Щоб вона свідчила про те, що треба покласти відповідальність за інцидент з Ганімедом на Марс. Дрейпер протестує проти цього як брехні, особливо коли Мартенс починає історію про те, чому Марс не хоче війни.
3. Річард Тревіс (Мфо Коаго) — член марсіанської комічної морської піхоти та загону Боббі Дрейпер. Був убитий на Ганімеді.[141]

### У
1. Умеа (Еллісон Госсак) — помічник доктора Лоуренса Стрікленда та високопоставлений член проєкту «Калібан». Звернулася за допомогою до екіпажу Голдена, який відмовився їй допомогти. Зухвала, навіть коли зіштовхнулася зі смертю.

### Ф
1. Тіллі Фаган (Дженелл Вільямс) — надзвичайно комунікабельна, відверта та не вибачає. Повністю користується перевагами свого багатства та влади. Сильно вживає алкоголь і, здається, топить свої біди та печалі. Вона шукає товариства інших, щоб втекти до нових пригод.[142]

### Х
1. Белтер Хаггард (Джеймас Адам Браун) — той, хто вижив після інциденту з Еросом, і був врятований екіпажем «Росінанта». На борту «Росінанта» Хаґгард заперечує проти перевірки Алексом на протомолекулу. На станції «Тіхо» Алекс намагається влаштувати Хаггарда, але його цікавить лише боротьба із землянами. Після того, як одна з двох капсул, які атакували станцію Тот, була знищена, Алекс виявляє — Хаггард був на знищеній капсулі.[143]
2. Діого Харарі (Ендрю Ротіліо) — молодий белтер з Церери та племінник Матео. Став резидентом станції «Тіхо» і залишився на службі у Фреда Джонсона. Доки не приєднався до сил Андерсона Доуса і отримав звання лейтенанта.[144][145]

### Ч
1. Керол Чівеве (Петті Кім) — лідер і представник колоністів поясів на Ілусі IV. Біженка з Ганімеда після інциденту.[146]

### Ш
1. Шаддід (Лола Глодіні) — старший офіцер безпеки «Star Helix» на Церері.
2. Шаффер (Наталі Лісинська) — член комічного флоту ООН. Виконавчий офіцер UNN «Агата Кінг». Брала участь у спробі заколоту проти адмірала Аугусто Нгуєна. Була лояльною до адмірала Майкла Саутера; вбита при заколоті.[147]

### Я
1. Евіта Янг (Бо Мартиновська) — дівчина гонщика Манео Юнга-Еспінози. Поки Евіта чекала місяцями, доки Манео намагався побити рекорди швидкості, вона зраджувала із його братом.[148]
2. Манео Янг-Еспіноза (Зак Вілла) — фатальний гонщик з Церери. Щоб справити враження на свою дівчину Евіту, він скоригував траєкторію під час розгону, щоб пройти через Кільце, і при цьому ненавмисно активував його.[149]
3. Янус (Конрад Пла) — офіцер Корпусу морської піхоти ООН (UNMC). Загинув разом з рештою екіпажу, коли корабель був повністю дезагрегований протомолекулою після спуску в нижні шари атмосфери над кратером Ерос.[150]
4. Тереза Яо (Жан Юн) — капітан МКР «Донаджер». На відміну від більшості її екіпажу, була ветераном бойових дій, провівши три роки у боротьбі з піратами в поясі.[151]